# علي أباد يك (فتح أباد)
علي أباد یك (بالفارسية: علی‌آباد یک) هي مستوطنة تقع في إيران في Fathabad Rural District. يقدر عدد سكانها بـ 28 نسمة .